# Aleksander Dzwonkowski

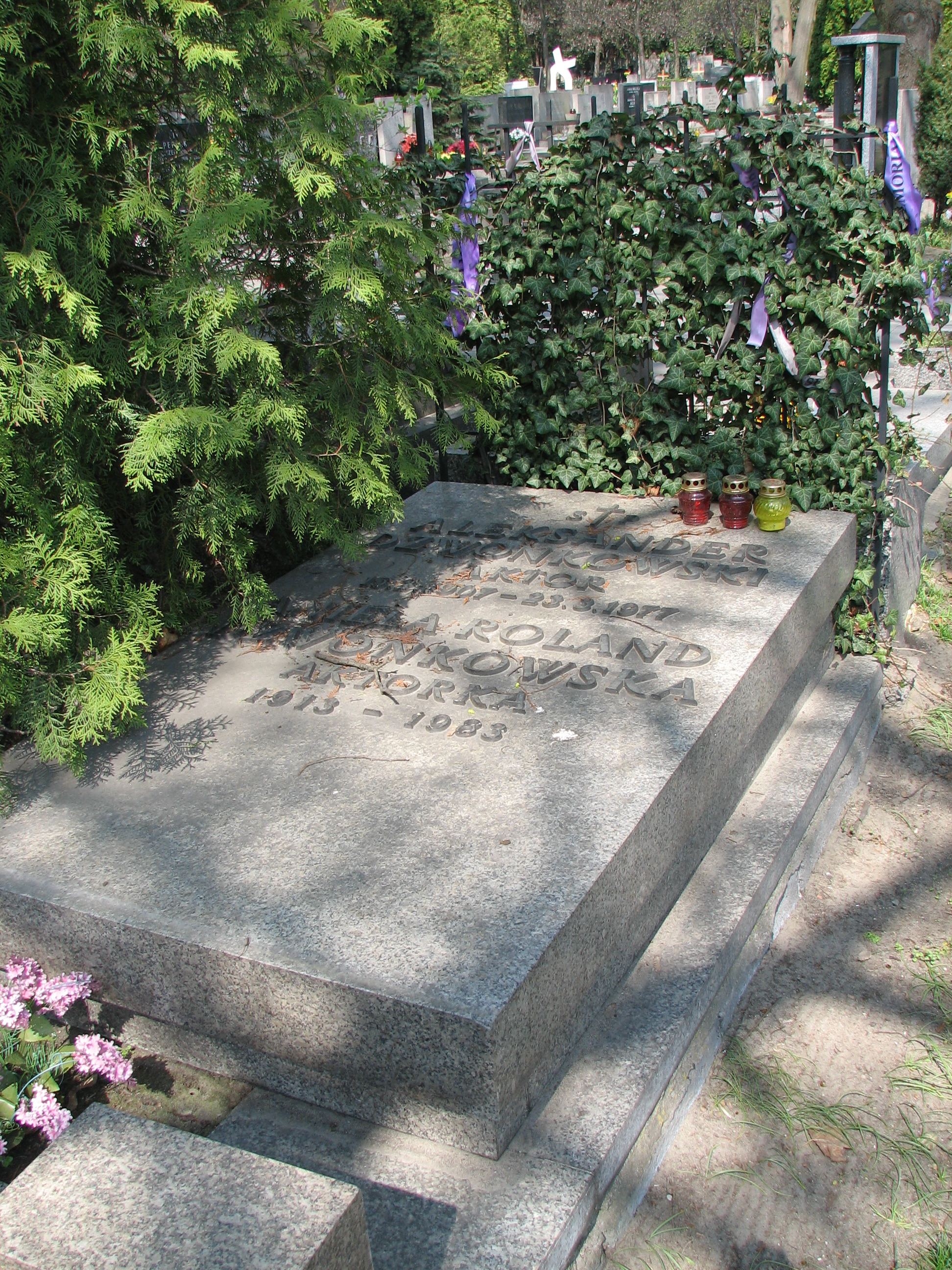
Grób Aleksandra Dzwonkowskiego na cmentarzu Wojskowym na Powązkach

Aleksander Jerzy Dzwonkowski (ur. 15 lutego 1907 w Petersburgu, zm. 23 marca 1977 w Warszawie) – polski aktor.

## Życiorys
Urodził się w Petersburgu, w rodzinie Stanisława, nauczyciela, i Waleni z Wyszomirskich. W 1917 roku przyjechał z rodzicami do Wilna i mieszkał tam do 1922 roku. Ukończył szkołę średnią, potem w latach 1927–1930 uczęszczał na Kursy Wokalno-Dramatyczne H.J. Hryniewieckiej w Warszawie. Debiutował w 1931 roku w Teatrze Miejskim w Grodnie. W sezonie 1931/1932 należał do zespołu Teatru Objazdowego Samorządów Województwa Białostockiego, w 1932–1936 do zespołu Teatru Miejskiego w Bydgoszczy. W sezonie 1936/1937 był aktorem Teatrów Miejskich w Wilnie. W lecie 1937 roku grał ponownie w Bydgoszczy, w latach 1937–1939 w Teatrze Polskim w Poznaniu. Brał udział w kampanii wrześniowej 1939. 17 września dostał się do niewoli, z której został zwolniony z powodu złego stanu zdrowia.
W czasie okupacji niemieckiej pracował jako kelner w „Ognisku Aktorów” w Warszawie.
Od lutego 1945 roku występował w Teatrze Miejskim w Częstochowie. W latach 1945–1948 był aktorem Teatru Polskiego w Poznaniu. W latach 1948–1954 i w sezonie 1959/1960 należał do zespołu Teatru Polskiego w Warszawie. W latach 1954–1959 i 1960–1964 występował w warszawskim Teatrze Domu Wojska Polskiego (później pod nazwą Teatr Dramatyczny). Wiosną 1955 roku grał gościnnie w Teatrze Powszechnym. W 1959 roku wyjechał na stypendium Ministerstwa Kultury i Sztuki do Włoch i Francji. Od sezonu 1964/1965 do przejścia na emeryturę (1 stycznia 1976) był w zespole Teatru Narodowego.
Występował w filmach, spektaklach Teatru TV i w słuchowiskach Teatru Polskiego Radia. Pracował także jako aktor dubbingu.
Był drugim mężem aktorki Anieli Rolandowej z Miszczyków.
Zmarł w Warszawie, pochowany na cmentarzu Wojskowym na Powązkach (kwatera B35-2-20).

## Filmografia
- Skarb (1948)
- Zemsta (1956) jako kuchmistrz Perełka
- Kapelusz pana Anatola (1957) jako Feluś Piwko
- Cafe pod Minogą (1959) jako Kapuś
- Inspekcja pana Anatola (1959) jako Feluś Piwko
- Tysiąc talarów (1960) jako Hipolit Wydech
- Zezowate szczęście (1960) jako Cezary Piszczyk, ojciec Jana
- Dotknięcie nocy (1961) jako Mieloch
- Rodzina Milcarków (1962) jako Pyrek
- Jutro premiera (1962) jako aktor Teodor Gellert
- Mansarda (1963) jako Rembecki
- Godzina pąsowej róży (1963) jako nauczyciel
- Przerwany lot (1964) jako gość weselny
- Sam pośród miasta (1965) jako Ziutek, szatniarz w lokalu
- Mocne uderzenie (1966) jako ojciec Majki
- Niewiarygodne przygody Marka Piegusa (1966) jako doktor Bogumił Kadryll
- Piękny był pogrzeb, ludzie płakali (1967) jako profesor Lewandowski
- Ojciec (1967) jako kasiarz
- Dziadek do orzechów (1967) jako chirurg
- Paryż – Warszawa bez wizy (1967) jako Kowalik, polski krawiec w Paryżu
- Duch z Canterville (1967) jako James Otis, ojciec Virginii
- Czerwone i złote (1969) jako ksiądz
- Paragon gola (1969) jako pan Oleś, pacjent w szpitalu
- Do przerwy 0:1 (1969) jako pan Oleś, pacjent w szpitalu (odc. 7)
- Podróż za jeden uśmiech (1971) jako właściciel kapelusza (odc. 6)
- Kaprysy Łazarza (1972) jako grabarz
- Chłopcy (1973) jako Jo-Jo
- Ziemia obiecana (1974) jako ksiądz Szymon
- Domy z deszczu. Impresja z Konstantego Paustowskiego (1975) jako dorożkarz Timofiej

### Polski dubbing
- Bambi (1942) jako Puchacz (wersja dubbingowa z 1961)[3]
- Piotruś Pan (1953) jako Mr. Smee[4]
- Zakochany kundel (1955) jako Bóbr (wersja dubbingowa z 1961)[5]

## Ordery i odznaczenia
- Krzyż Oficerski Orderu Odrodzenia Polski (1975)[6]
- Medal 10-lecia Polski Ludowej (19 stycznia 1955)[7]

## Nagrody
- Nagroda Państwowa II stopnia za rolę Podkolesina w sztuce Gogola pt. Ożenek w Państwowym Teatrze Polskim w Warszawie (1952)[8][9]
- Nagroda Ministra Kultury i Sztuki I stopnia w dziedzinie teatru (1975)